# George Fish

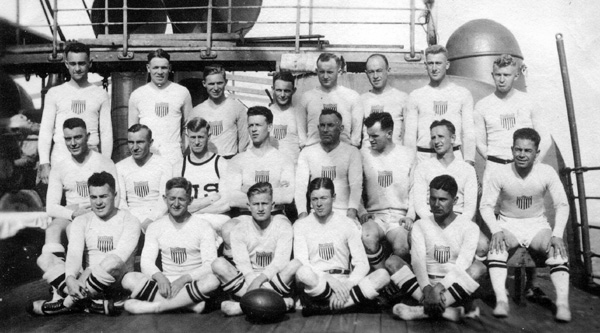
Olimpijska drużyna USA z 1920 roku

George Winthrop Fish (ur. 4 kwietnia 1895 w Los Angeles, zm. 22 lutego 1977 w East Hampton) – amerykański lekarz, sportowiec, olimpijczyk, zdobywca złotego medalu w turnieju rugby union na Letnich Igrzyskach Olimpijskich w 1920 roku w Antwerpii.

## Życiorys
Jego rodzicami byli George Cook Fish i Lura Ella (z domu Hiatt). Podczas studiów na University of California, Berkeley reprezentował barwy California Golden Bears w rugby union, futbolu amerykańskim i pływaniu. Po ich ukończeniu związał się z Los Angeles Athletic Club.
Podczas I wojny światowej był kierowcą ambulansu we Francji.
Z reprezentacją Stanów Zjednoczonych, złożoną w większości ze studentów uniwersytetów Santa Clara, Berkeley i Stanford, uczestniczył w turnieju rugby union na Letnich Igrzyskach Olimpijskich 1920. W spotkaniu rozegranym 5 września 1920 roku na Stadionie Olimpijskim amerykańska drużyna pokonała faworyzowanych Francuzów 8:0. Jako że był to jedyny mecz rozegrany podczas tych zawodów, oznaczało to zdobycie złotego medalu przez zawodników z Ameryki Północnej. Był to jedyny występ Georga Fisha w reprezentacji kraju.
Ukończył studia w Columbia Medical School na Columbia University zostając uznanym lekarzem. Piastował wiele odpowiedzialnych stanowisk, zarówno medycznych, jak i w zawodowych organizacjach.
Był autorem wielu publikacji z zakresu urologii i nefrologii.
Jego przyjaciel, pisarz Frederick Schiller Faust używający pseudonimu Max Brand, wykorzystał osobę i przeżycia Fisha do stworzenia postaci doktora Kildare.
Wraz z pozostałymi amerykańskimi złotymi medalistami w rugby union został w 2012 roku przyjęty do IRB Hall of Fame.